# Липинский (хутор)
Ли́пинский — хутор в Алексеевском районе Волгоградской области России. Входит в Стеженское сельское поселение.
Население — ↘0 чел. (2010).
Хутор расположен в 6 км севернее станицы Алексеевской и в 6 км севернее хутора Стеженский.
Хутор не газифицирован.
Рядом пойма реки Бузулук.

## История
По состоянию на 1918 год хутор входил в Алексеевский юрт Хопёрского округа Области Войска Донского.